# Горючі сланці
Горю́чі сла́нці — тверді горючі корисні копалини, осадові породи, що містять в основному аквагенну органічну речовину (вимерлих морських і озерних тварин, альгу тощо), що ріднить їх з нафтою.
Сланцева нафта — замінник звичайної сирої нафти; однак видобуток сланцевої нафти з горючого сланцю дорожче, ніж виробництво звичайної сирої нафти як у фінансовому плані, так і з точки зору впливу на навколишнє середовище. Родовища горючих сланців трапляються у всьому світі, включаючи великі родовища в США. За оцінкою глобальних родовищ 2016 року загальні світові ресурси горючого сланцю еквівалентні 6,05 трлн барелів (962 млрд куб. м) нафти.

## Загальний опис
Горючі сланці — осадові (глинисті, вапнякові та піщанисті) гірські породи карбонатно-глинистого (мергелистого), глинистого або кременистого складу, що містять 10-50 %, рідше до 60 % органічної речовини (керогену), сингенетичної осадонакопиченню. Як правило, це рештки найпростіших водоростей.
Мінеральна речовина — кальцит, доломіт, гідрослюди, кварц тощо.
Забарвлення горючих сланців коричневе, коричновато-жовте, сіре, оливково-сіре.
Текстура листувата або масивна. За співвідношенням сапропелевих і гумусових компонентів горючі сланці поділяються на сапропеліти і сапрогуміти. Органічна речовина горючих сланців характеризується високим вмістом водню (7-10 %), великим виходом летких речовин при термічній переробці (до 90 %), високою питомою теплотою згоряння — 29-37 МДж/кг. Мінімальна теплота згоряння — 5 МДж/кг.

## Історія
Люди використовували горючі сланці як паливо ще з доісторичних часів, оскільки вони, як правило, згоряють без будь-якої обробки. Близько 3000 р. до н. е. горючі сланці використовувалася в Месопотамії для будівництва доріг. Британці залізної доби також його шліфували та виготовляли орнаменти. У X столітті арабський лікар Масавай аль-Мардіні описав спосіб видобутку нафти з «бітумного сланцю». Першим патентом на видобуток нафти зі сланців став Патент Британської корони 330, виданий в 1694 р. трьом особам на ім'я Мартін Іл, Томас Хенкок і Вільям Портлок.
У 1694 році в Шотландії почалося промислове використання горючих сланців, там було споруджено фабрику для отримання сланцевого мастила.
У 1771 році почали досліджувати Естонські горючі сланці.
У 1832 році у Франції було розроблено ефективну технологію отримання сланцевого освітлювального мастила.
У 1837 році у Франції на рудниках Аутум (Autun) розпочалося промислове видобування горючого сланцю за участі Шотландії та Німеччини.
Значного розвитку сланцева промисловість досягла в ХІХ ст. у Великій Британії.

## Горючі івуглисті сланці
Під сланцями взагалі (як горючими, так і вуглистими) розуміють такі викопні матеріали, в яких разом з органічними речовинами міститься велика кількість мінеральних речовин (умовно понад 40 %). Термін «горючі сланці» прийнято поширювати на сланці з органічною масою (тобто з керогеном) лише сапропелевої природи. Високозольні ТГК з органічною масою гумусної природи називають звичайно «вуглистими сланцями». Слід враховувати, що за характером органічної маси в природі зустрічаються сланці як гумусного і сапропелевого, так і ліптобіолітового, а також змішаного походження.
Відмітною ознакою всіх горючих (і вуглистих) сланців у зв'язку з великою їх зольністю є висока дійсна густина (d > 2,0 • 103 кг/м3). Залежно від переважання в них мінеральних речовин, сланці забарвлені в різний колір — темно-сірий, жовтий, коричневий і чорний. В грудках всі сланці є досить твердими і щільними утвореннями, що іноді розшаровуються на плитки. Горючі сланці, крім того, легко спалахують і горять полум'ям, що коптить.
Численними дослідженнями уточнена природа керогену різних родовищ горючих сланців, причому було встановлено, що ленінградські і естонські сланці належать в основному до сапропелевих; волзькі горючі сланці за походженням виявилися змішаними з переважанням сапропелітових речовин над гумусними.

### Поклади

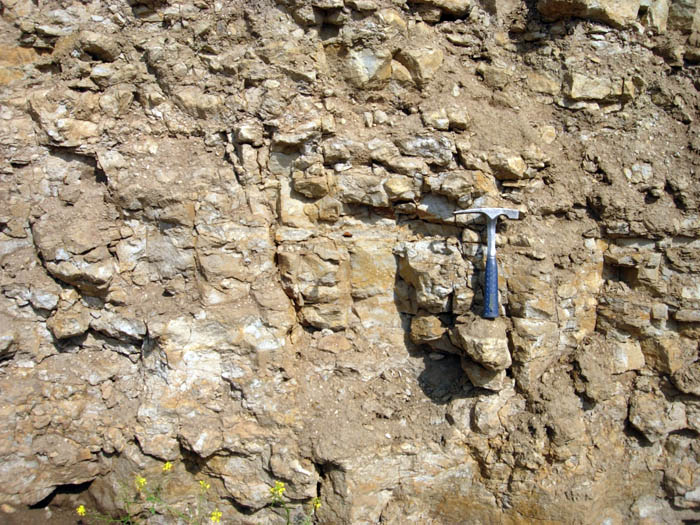

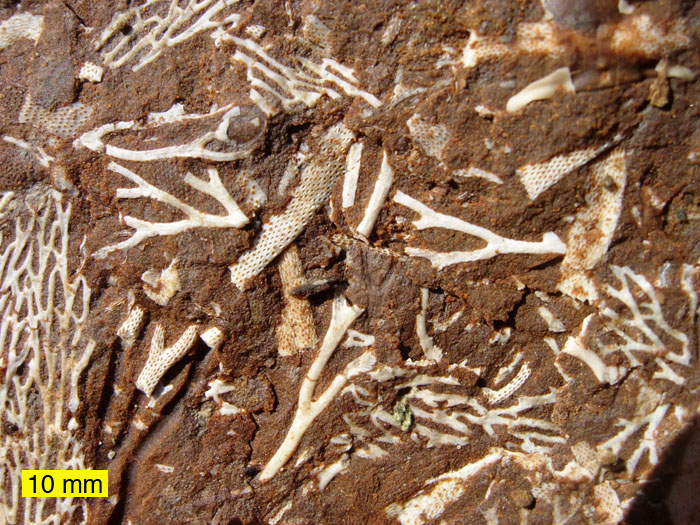

Основні ресурси — близько 430-450 трлн. т (24-25 трлн. т сланцевої смоли) зосереджені в США (штати Колорадо, Юта, Вайомінг) і пов'язані з формацією Грін-Рівер. Великі поклади горючих сланців є в Бразилії, КНР, менші — в Болгарії, Великій Британії, Росії, ФРН, Франції, Іспанії, Австрії, Канаді, Австралії, Італії, Швеції, на території колишньої Югославії.
| Континент        | Сланців поклади | Резерви керогену | Загалом керогену |
| ---------------- | --------------- | ---------------- | ---------------- |
| Африка           | 12 373          | 500              | 5 900            |
| Азія             | 20 570          | 1 100            | —                |
| Австралія        | 32 400          | 1 725            | 36 985           |
| Європа           | 4 180           | 300              | 6 500            |
| Близький Схід    | 35 360          | 4 600            | 24 600           |
| Північна Америка | 3 340 000       | 80 000           | 140 000          |
| Південна Америка | —               | 400              | 9 600            |

Родовища горючих сланців поширені на всій території країн пострадянського простору. Усього відомо близько 50 родовищ, найбільш великі з них Прибалтійське, Волзьке, Оленекське (Арктика), Кендирликське в Казахстані. Прибалтійське родовище сланцю-кукерситу належить до найдревніших геологічних утворень (ордовик — нижній силур) і розробляється на території Естонії. У Волзькому сланцевому районі розробляється Кашпірське родовище, яке належить до верхньоюрської геологічної системи. Родовища горючих сланців розвідані в Узбекистані, на Кавказі, у республіці Комі, на Уралі, у Білорусі й в Україні (Болтишське родовище).
Болтишське родовище горючих сапропелітових сланців знаходиться у центральній частині України на межі Кіровоградської та Черкаської областей.
В складі їх органічної речовини є сапропелітові матеріали. Пористість сланців 40-50 %, густина 1,8-2,0 г/см³, зольність 52-65 %, теплота згорання — 8,4 МДж/кг.
Менілітові сланці знаходяться у Українських Карпатах. Вони входять до складу менілітової серії мають вигляд монолітної шаруватої породи. Під дією вітру і води вони інтенсивно розкладаються на тонкі пластини.
Зольність їх змінюється з 68 до 90 %, вологість — 0,4-0,7 %, вихід летких речовин — 10-15 %, густина — 2,14-2,84 г/см³, вихід сланцевої смоли 2-4, іноді 6 %, теплота згоряння — 4-8 МДж/кг. Запаси менілітових сланців в Українських Карпатах складають понад 500 млрд т.

### Сланцева промисловість

Видобування горючих сланців

Горючі сланці значною мірою використовуються як паливно-енергетична продукція в Австрії, Прибалтиці, Австралії, Бразилії, Південній Африці, КНР, Ізраїлі.
Широко розвинений видобуток і застосування горючих сланців в Естонії.
Серед розвіданих російських родовищ можна виділити:
- Ленінградське
- Ярегське і Айювінське (Комі)
- Кашпірське під Сизранню, Озинкське в Саратовській області і Общесиртовське в Оренбурзький області
- Родовища на сході Мордовії, в Чувашії, Кіровський і Костромський областях.

### Запаси в Україні. Видобуток
Запаси горючих сланців знаходяться на території: правобережжя Дніпра, в межах Дніпровсько-Донецької западини, в Карпатах і Кримських горах. Геологічні запаси мінелітових горючих сланців в Україні до глибини 200 м складають понад 500 млрд. т. Вони залягають потужними пластами від десятків до 1 500 м смугою вздовж Східного схилу Карпат і в долинах, які прилягають до гірського масиву від кордону з Польщею на півночі до Румунії на півдні.
На початку 60-х років минулого століття було відкрито найбільше у світі родовище горючих сланців — Бовтиське (Кіровоградська область). Запаси цього родовища складають близько 3,8 млрд т. Але у зв'язку з тим, що як паливно-енергетична продукція на той час панувала дешева західносибірська нафта, то офіційно Бовтишське родовище горючих сланців було зарезервоване, а з часом, фактично забуте.
Потужність продуктивних пластів горючих сланців досягає 400 м.

### Енергетичні характеристики

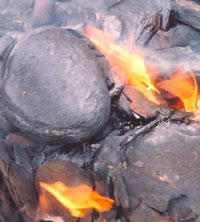
горючий сланець

Кількість горючих речовин в українських горючих сланцях 12-35 %, теплота згоряння 3,75-10,0 МДж/кг, середній вихід летких речовин — 50 % на органічну масу, вміст водню і кисню в горючій речовині відповідно 6,5-7,5 % та 16-20 %. Вміст сірки на суху масу 1,5-3,5 % (65 % — сульфіди та дисульфіди, 5-15 % — сульфати).

### Економічність видобування
За попередніми розрахунками вартість отримання 1 тонни сланцевої смоли з врахуванням на видобуток та переробку сланців становить 200-250 доларів США, що дорівнює вартості звичайної нафти. Проте, при комплексному використанні всіх продуктів переробки (газу, мінеральної частини) позитивний економічний ефект може бути більшим.

### Застосування
Основна частина сланців використовується для спалення на ТЕЦ і ДРЕС.
Смола може використовуватися як рідке паливо, хімічна сировина. Використовують як місцеве паливо, сировина для отримання рідких палив, терпких будівельних матеріалів, сировина для отримання бітумів, олив, фенолів, бензолу, толуолу, ксилолів, нафтолів, іхтіолу і інше.